# Presidente della Regione Siciliana
Il presidente della Regione Siciliana, ai sensi dell'art. 21 dello Statuto speciale della Regione, è il capo del Governo regionale e rappresenta la Sicilia.

## Storia
Dal 1947 Palazzo d'Orléans è sede della presidenza della Regione Siciliana. Primo presidente fu Giuseppe Alessi, eletto il 30 maggio 1947, dai deputati regionali a maggioranza assoluta dei componenti. L'ultimo presidente ad essere eletto dall'Assemblea regionale siciliana è stato Vincenzo Leanza.
Dal 2001, in seguito alla riforma introdotta con la legge costituzionale 31 gennaio 2001 n. 2, che ha sostituito l'articolo 9 dello statuto speciale, il presidente è eletto a suffragio universale e diretto contestualmente all'Assemblea regionale siciliana, secondo un sistema simul stabunt simul cadent. Il primo presidente ad essere stato eletto secondo questa procedura è stato Salvatore Cuffaro.
Il presidente della Regione Siciliana in carica è Renato Schifani, eletto il 13 ottobre 2022.

## Aspetti giuridici

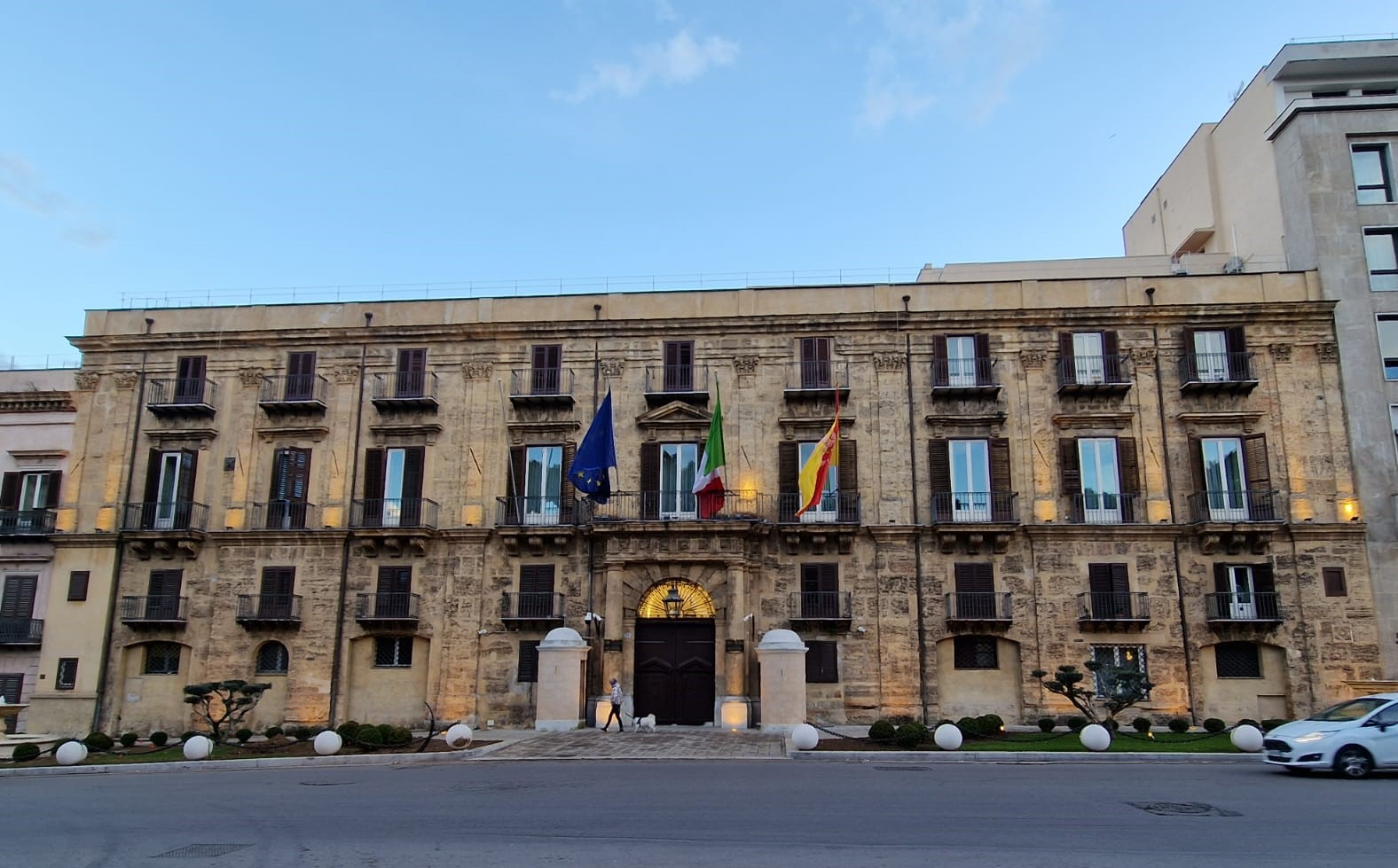
Palazzo d'Orléans, sede della presidenza della Regione

La funzioni del presidente, grazie all'Autonomia speciale della Sicilia, si distaccano per ampiezza di poteri, da quelle dei presidenti delle regioni a statuto ordinario.

### Elezione, durata del mandato e rielezione
Sono candidati alla Presidenza della Regione Siciliana, ai sensi dell'articolo 3 delle nuove disposizioni transitorie e finali dello Statuto, introdotte con legge costituzionale n. 2/2001, i capilista delle liste regionali ed è eletto Presidente il candidato capolista che ha conseguito il maggior numero di voti validi in ambito regionale. Per la candidatura è necessario aver compiuto il ventunesimo anno di età entro il giorno dall'elezione e rivestire la qualità di elettore, ossia di soggetto iscritto nelle liste elettorali della Regione, secondo quanto risulta dal combinato disposto degli articoli 1-quater e 7 (come modificato dall'articolo 2 della legge regionale n. 87/1975) della legge regionale n. 29/1951, concernente "Elezione diretta del Presidente della Regione e dell'Assemblea Regionale Siciliana". L'atto di accettazione alla candidatura deve contenere la dichiarazione del candidato di non essere sottoposto a procedimento penale per il delitto previsto dall'articolo 416-bis del codice penale (Associazioni di tipo mafioso anche straniere), ovvero per i delitti di favoreggiamento commessi in relazione ad esso, secondo quanto stabilito dall'articolo 15, comma 1, della legge n. 55/1990.
Il mandato del presidente, ai sensi dell'articolo 5 della legge n. 165/2004, recante "Disposizioni di attuazione dell'articolo 122, primo comma, della Costituzione", rimane in carica per cinque anni, decorrenti dall'elezione, fatta sempre salva l'ipotesi di scioglimento anticipato dell'Assemblea.
La carica di Presidente della Regione non può essere ricoperta per più di due mandati consecutivi, ai sensi dell'articolo 9, comma 4 dello Statuto.

### Attribuzioni del presidente
Il presidente della Regione Siciliana può, ai sensi dell'articolo 9, comma 2, della Sezione II dello Statuto speciale, nominare, nel termine di dieci giorni dall'elezione all'alto ufficio (articolo 1 delle nuove disposizioni transitorie e finali dello Statuto), e revocare gli Assessori. Fra questi sceglierà un vicepresidente che lo sostituirà in caso di assenza o impedimento.
Per raggiungere la perfezione, le leggi regionali abbisognano della firma del presidente della Regione (che le promulga ai sensi dell'articolo 13, comma 2, dello Statuto) e dell'assessore al ramo. Il presidente, anche su voto dell'Assemblea regionale, può impugnare per vizi d'incostituzionalità davanti alla Corte costituzionale – il testo dell'articolo 30 dello Statuto riporta ancora la possibilità di adire l'Alta Corte. Tuttavia, la sentenza n. 38/1957 della Corte costituzionale ha rimosso l'organo trasferendo alla Consulta la competenza per le materie trattate dall'Alta Corte – le leggi e i regolamenti dello Stato, entro trenta giorni dalla loro pubblicazione, se violano le prerogative statutarie.
La decisione dei ricorsi amministrativi, avanzati in linea straordinaria avverso atti amministrativi regionali, spetta al presidente, sentito il Consiglio di Giustizia Amministrativa per la Regione Siciliana, ai sensi dell'articolo 23, comma 4, dello Statuto della Regione.
Al presidente della Regione Siciliana, ai sensi del decreto delegato n. 35/2004, recante "Norme di attuazione dello Statuto speciale della Regione Siciliana relative alla partecipazione del Presidente della Regione alle riunioni del Consiglio dei Ministri", è riconosciuto il diritto di partecipare alle sedute del Consiglio dei ministri in cui si trattano questioni riguardanti interessi dell'Isola, con diritto di voto deliberativo e rango di ministro.

#### Funzioni inapplicate
Il presidente, ai sensi dell'articolo 31, comma 1, del Titolo IV dello Statuto, provvede al mantenimento dell'ordine pubblico a mezzo della Polizia di Stato che, all'interno della Regione, dipende dal Governo siciliano (tale disposizione, però, non è stata seguita da nessuna norma attuativa e risulta disapplicata).
Il presidente regionale può, altresì, richiedere l'intervento delle Forze Armate dello Stato. Il comma 3 del medesimo articolo, conferisce al Presidente la facoltà di proporre istanza al Governo centrale volta alla rimozione e al trasferimento fuori dall'Isola dei funzionari di Polizia. Anche tale disposizione, però, non è stato seguita da norme attuative ed è, quindi, inapplicata.

### Responsabilità del presidente
L'articolo 20, comma 2, dello Statuto, dispone che il presidente della Regione è responsabile delle sue funzioni davanti all'Assemblea regionale siciliana e al Governo centrale della Repubblica Italiana.
Per i reati commessi, sia da privato cittadino, sia nelle vesti di carica pubblica, il presidente della Regione non gode di alcun tipo d'immunità o guarentigia parlamentare e l'autorità giudiziaria può procedere nei suoi confronti senza bisogno di alcuna autorizzazione.

### Dimissioni, mozione di sfiducia, sospensione e rimozione
In caso di dimissioni, di rimozione, d'impedimento permanente o di morte del Presidente, si procede a nuove elezioni, entro tre mesi, del presidente della Regione e dell'Assemblea regionale, ex articolo 10, comma 2, dello Statuto.
L'Assemblea regionale siciliana può, ai sensi dell'articolo 10 dello Statuto e in conformità con l'articolo 126 della Costituzione, approvare a maggioranza assoluta dei suoi membri, una mozione di sfiducia nei confronti del presidente della Regione. La mozione dev'essere presentata da almeno un quinto dei membri dell'Assemblea regionale e messa in discussione dopo almeno tre giorni dalla sua presentazione. In caso di approvazione della mozione, nei successivi tre mesi, si procede a nuove elezioni.
Ai sensi dell'articolo 15, comma 1, della legge n. 55/1990, il presidente della Giunta regionale è sospeso dalle funzioni dalla data del provvedimento che dispone il giudizio, ovvero dalla data in cui si presenta o è citato a comparire in udienza per il giudizio relativamente al delitto disciplinato dall'articolo 416 bis del codice penale, ovvero per i delitti di favoreggiamento commessi in relazione ad esso.
Con decreto motivato del Presidente della Repubblica, ai sensi dell'articolo 8, comma 5, della Sezione I, del Titolo I dello Statuto, in ossequio a quanto disposto dall'articolo 126 della Costituzione, è possibile disporre la rimozione dall'incarico del presidente della Regione Siciliana, eletto a suffragio universale e diretto, quando abbia commesso o iterato atti contrari alla Costituzione, ovvero abbia tenuto gravi condotte contrarie alla legge o sussista pericolo per la sicurezza nazionale. Il decreto di rimozione è adottato dopo sentita la Commissione per le questioni regionali, composta da deputati e senatori, appositamente costituita e con l'osservanza delle leggi della Repubblica Italiana.

## La Giunta
La Giunta di governo è composta dal presidente e da 12 assessori (art.9 Statuto); dal 2001 nominati e revocati dal presidente (fino a quella data eletti dall'Ars tra i parlamentari regionali), anche tra non deputati. Con decreto il presidente nomina tra loro un vice presidente che lo sostituisce in caso di impedimento. Ogni assessore ha una delega del presidente a un ramo dell'amministrazione. Nei confronti di un singolo assessore può essere presentata all'Ars una mozione di censura.
Dalla riforma dell'amministrazione del 2009  gli assessorati sono i seguenti: 
- Risorse agricole e Pesca,
- Ambiente e Territorio,
- Beni culturali e identità siciliana,
- Economia,
- Salute,
- Attività produttive,
- Funzione pubblica e Autonomie locali,
- Turismo, Sport e Spettacolo,
- Energia e rifiuti,
- Famiglia e Lavoro,
- Formazione e Pubblica istruzione,
- Infrastrutture.[13]